# Ирландцы
Ирла́ндцы, народ Ирландии (ирл. Muintir na hÉireann, na hÉireannaigh, na Gaeil/Gaeilgi) — кельтский народ, коренное население Ирландии. Проживают в Ирландской Республике (5 149 139 на 2022 г.) и Северной Ирландии (627 814 на 2021 г.). Живут также в Великобритании, США (примерно 2,7 млн чел.), Канаде (4,3 млн чел.), Австралии (1,9 млн чел.) и других странах.
Национальный язык — ирландский, однако большая часть населения, кроме нескольких изолированных районов на западе страны (гэлтахтов), в качестве основного языка использует английский.

## Название
Название ирландского народа — Na Gaeil — буквально означает «гэлы» и связано с понятиями «гойделы» и «гойдельские языки» (по-староирландски — Goídel/Gaídel). Согласно учёным, это название восходит к валлийскому слову Guoidel и изначально означало «лесные люди, дикие люди», позже — «воины».
Слова же «ирландец», англ. Irish, ирл. Éireannaigh, древнескан. irar, по всей видимости, восходят к имени ирландской богини Эриу, Ériu (от пракельтского Iveriu), которое может восходить к праиндоевропейскому корню *pi-wer- «плодородный».

## История

### Начало заселения острова
Исследования историков утверждают, что первые люди поселились на острове Ирландия около 9000 лет назад. Самые первые поселенцы практически неизвестны. Они оставили после себя несколько уникальных мегалитических сооружений. Дольше всего доиндоевропейское население удерживалось на юго-западе острова. Ирландское название провинции Манстер — Мума не объясняется из кельтского языка и есть мнение, что в нём сохраняется этноним ранних жителей острова.
Античные авторы не оставили подробных сведений об Изумрудном острове. Понятно только, что к началу н. э. остров был полностью заселён кельтами. Ирландская средневековая литература, напротив, содержит огромное количество мифических и легендарных сведений о различных волнах мигрантов: фоморах, фир болгах, племенах дану и т. д. Согласно мифологии, последняя волна пришельцев — милезианцы, прибыла под предводительством Миля с Иберийского полуострова. Косвенно это подтверждается современными генографическими проектами, действительно ирландцы и баски имеют наибольшее число представителей гаплогруппы R1b. Это также укладывается в объяснение, что, полностью уничтожив более раннее население (именно мужское), представители R1b сами слабо испытали влияние других генотипов — очевидно, в связи со своей относительной географической изолированностью.

### Ранняя история

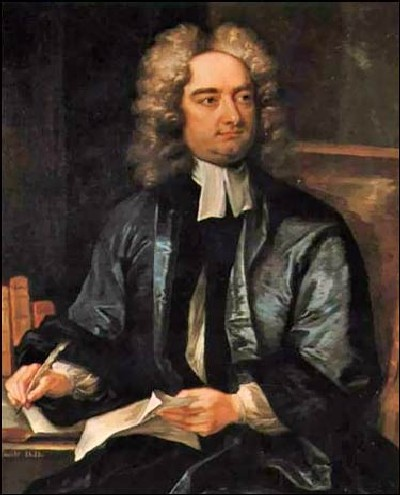
Джонатан Свифт, один из самых выдающихся сатириков-прозаиков на английском языке

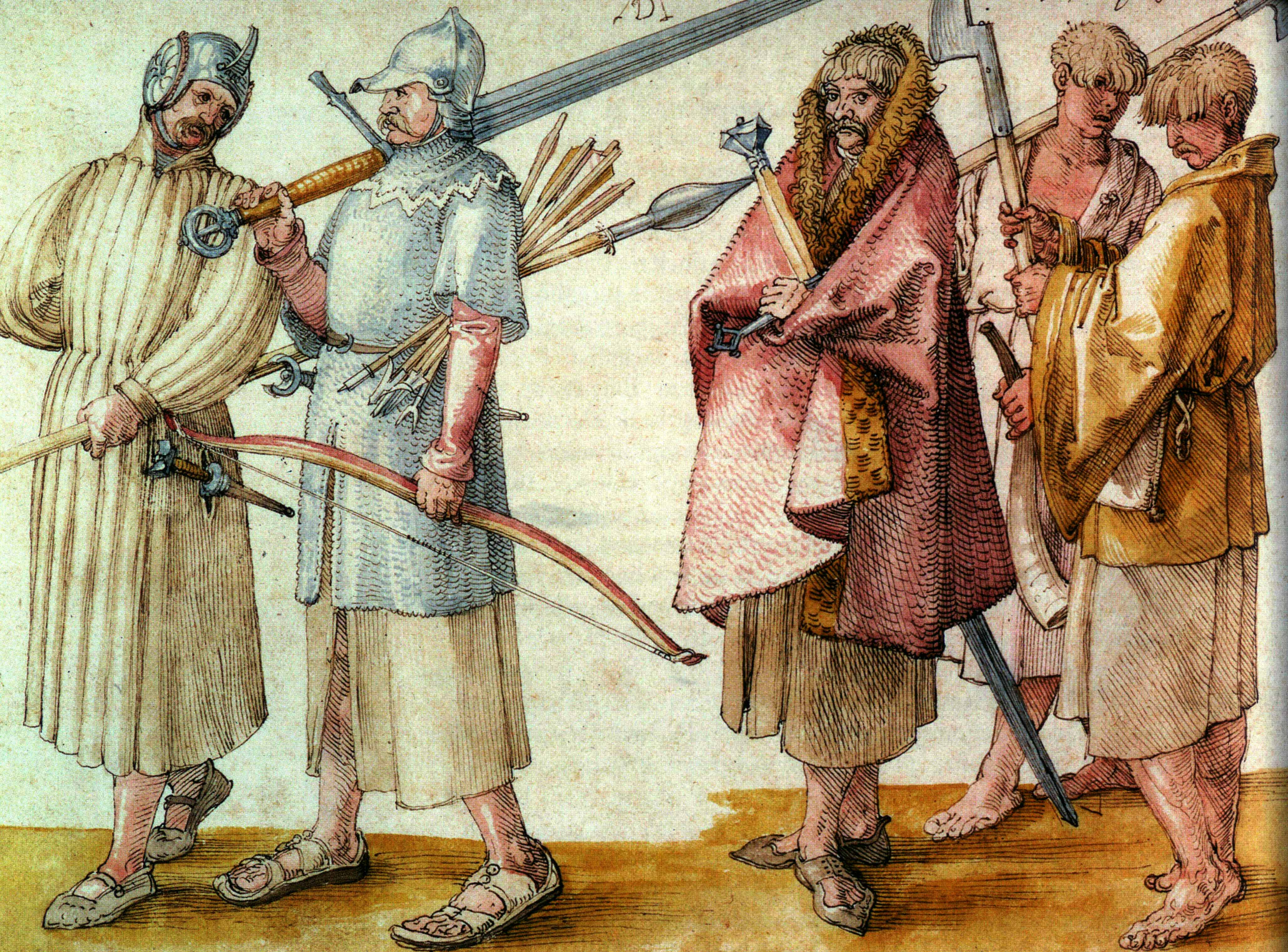
Гэльские ирландские солдаты в Нижних землях, с рисунка 1521 года Альбрехта Дюрера

В начальный период истории вся территория Ирландии была разделена на независимые туаты, области заселённые одним племенем. Туат приблизительно соответствует современному баронству (в Ирландии существует такое неофициальное административное деление, баронство — это часть графства, объединяющая несколько приходов. Как правило каждое графство включает 10-15 баронств). Вожди кланов были связаны друг с другом сложной системой вассальных взаимоотношений.
В раннем средневековье туаты Ирландии объединялись в пять пятин во главе с верховным королём «ард-риагом»: Лагин (совр. Ленстер с королевской династией МакМурроу/Мэрфи), Муман (совр. Манстер с королевской династией О’Брайенов), Улад (совр. Ольстер с королевской династией О’Нейлов), Миде (совр. графства Мит и Вестмит с прилегающими территориями, королевская династия МакЛафлинов) и Коннаут (королевская династия О’Конноров).
В IV—V веках н. э. предки ирландцев предпринимали активные пиратские набеги. От них очень страдал Уэльс. В ходе экспансии ирландского королевства Дал Риада были покорены пикты и стратклайдские бритты, что положило начало переселения ирландского племени скоттов в Шотландию и стало отправной точкой формирования шотландской нации. В результате одного из пиратских набегов в Ирландию попал святой Патрик.
На протяжении V века Ирландия приняла христианство. Этот процесс протекал достаточно мирно, видимо, в силу того, что жреческое сословие друидов после многочисленных поражений кельтов от римлян на континенте и в Британии во многом утратило авторитет. В результате такого ненасильственного процесса принятия христианства Ирландия оказалась одной из немногих культур, где языческое наследие не было отвергнуто, а бережно собиралось в христианских монастырях. Именно благодаря этому до нас дошли древние мифы и саги кельтов. Сама же Ирландия на несколько веков превратилась в центр учёности.
Золотой век в культурной и экономической жизни Ирландии прервали массированные вторжения викингов в IX—XI веках. Викинги захватили прибрежные города. Владычество викингов удалось скинуть после битвы под Клонтарфом в 1014 году. Этой победы добился верховный король Бриан Бору, прародитель О’Брайенов, павший в этом знаменательном сражении. В 1169 году началось второе массовое норманнское (викинги) нашествие в Ирландию. Экспедиция графа Ричарда Стронгбоу, прибывшая по просьбе короля Лейнстера Дермотта МакМурроу, изгнанного верховным королём Рори О’Коннором, высадилась около Уэксфорда. За несколько последующих веков норманны стали большими ирландцами, чем сами ирландцы. Норманны полностью усвоили ирландскую культуру и слились с коренным населением острова.
Хотя формально Ирландия находилась в составе Английского Королевства со времён Генриха II, активная колонизация ирландских земель началась после завоевания Ирландии Оливером Кромвелем в 1649 году. В ходе английской колонизации владельцами почти всех земель на острове стали английские лендлорды (которые как правило даже не жили в Ирландии), а ирландцы-католики превратились в бесправных арендаторов. Ирландский язык преследовался, кельтская культура уничтожалась. Богатое культурное наследие народа сохранялось в основном бродячими поэтами-бардами.

### «Великий голод»
Великий голод имел решающее значение в исторической судьбе ирландского народа. Неурожай картофеля, ставшего основным продуктом питания неимущих ирландцев, привёл к гибели порядка 1 млн человек. Люди умирали от голода, а из поместий, принадлежащих англичанам, продолжали экспортировать продовольствие: мясо, зерно, молочные продукты.
Массы ирландцев-бедняков ринулись в США и заморские колонии Великобритании. Один иммигрант, худо-бедно обосновавшийся на новом месте, перетягивал за собой всю семью. Со времени Великого Голода население Ирландии постоянно сокращалось, этот процесс шёл с разной интенсивностью вплоть до 1970-х годов. От голода наиболее пострадали гэльскоговорящие районы, заселённые ирландской беднотой. В результате повышенной смертности и массовой эмиграции ирландцев сфера применения гэльского языка значительно сузилась, большое число активных носителей языка переселилось за океан.
В то же время на восточном побережье США сложилась многочисленная ирландская диаспора. Например, в Нью-Йорке проживает больше потомков ирландских иммигрантов, чем ирландцев собственно в Ирландии.

## Современное состояние
В XX веке территория исконного проживания ирландского этноса была политически разделена, большая часть острова вошла в состав Ирландской Республики, а часть Ольстера (за исключением графств Донегол, Ферманах и Монахан) была оставлена в составе Соединённого Королевства. В этой части Ольстера английская колонизация проводилась иначе, земельные наделы раздавались мелким фермерам английского и шотландского происхождения, что привело к тому, что в процентном отношении число колонистов-протестантов превысило число ирландцев-католиков. Ирландцы Ольстера вели длительную освободительную борьбу против английского правительства, используя в том числе терроризм. Накал противостояния в Ольстере стал спадать только к концу XX века.
Ирландская культура оказывает заметное влияние на массовую общемировую культуру. Этому, в частности, способствует американский кинематограф, охотно касающийся тем, так или иначе связанных с Ирландией. Во многих странах отмечают день Святого Патрика, жанр фэнтези впитал в себя многие пласты ирландской мифологии, танцевальная и музыкальная культура ирландцев широко известны. Среди людей, серьёзно увлекающихся ирландской культурой, появился даже термин «кельтомания».
Что касается ирландского языка, то им свободно владеет только порядка 20 % жителей Ирландии. Среди ирландцев повально преобладает английская речь. Родным ирландский язык является только для небольшого количества уроженцев гэлтахтов (ирландско- и шотландскоговорящих районов на западных окраинах страны). Большинство носителей ирландского языка — горожане, освоившие его сознательно в зрелом возрасте. Гэлтахты не представляют собой единого массива, и в каждом из них употребляются весьма отличные друг от друга диалекты. Около 40 % ирландцев с материнским ирландским языком проживает в графстве Голуэй, 25 % — в графстве Донегол, 15 % — в графстве Мэйо, 10 % — в графстве Кэрри.
Существует стандартизированный литературный язык «кайдон». Его словарный запас сформирован в основном на основе коннаутских диалектов. Однако у кайдона есть одна занимательная особенность: язык не имеет стандартной формы произношения. Поэтому носители литературного языка могут иметь манстерское, коннаутское или ольстерское произношение, в зависимости от того, на какой основе поставлено произношение конкретного носителя языка, одинаково написанный текст произносится по-разному.
Католическая вера является определяющей для ирландца. В течение долгого времени принадлежность к католической церкви была как бы одной из форм пассивного сопротивления английским захватчикам. Поэтому даже сегодня ирландец, исповедующий иную конфессию, кажется экзотичным.
Ирландцы на протяжении 2-й половины XX века имели самый высокий естественный прирост среди аборигенных наций Западной Европы, который во многом нивелировался не ослабляющейся эмиграцией.

## Культура

### Национальные танцы
Традиционные ирландские танцы, сформировавшиеся в XVIII—XX веках, включают сольные танцы, Ирландские кейли, Сет-танцы (социальные танцы), Шан-нос. Все виды ирландских танцев исполняются исключительно под традиционные ирландские танцевальные мелодии: рилы, джиги и хорнпайпы.

### Национальный костюм

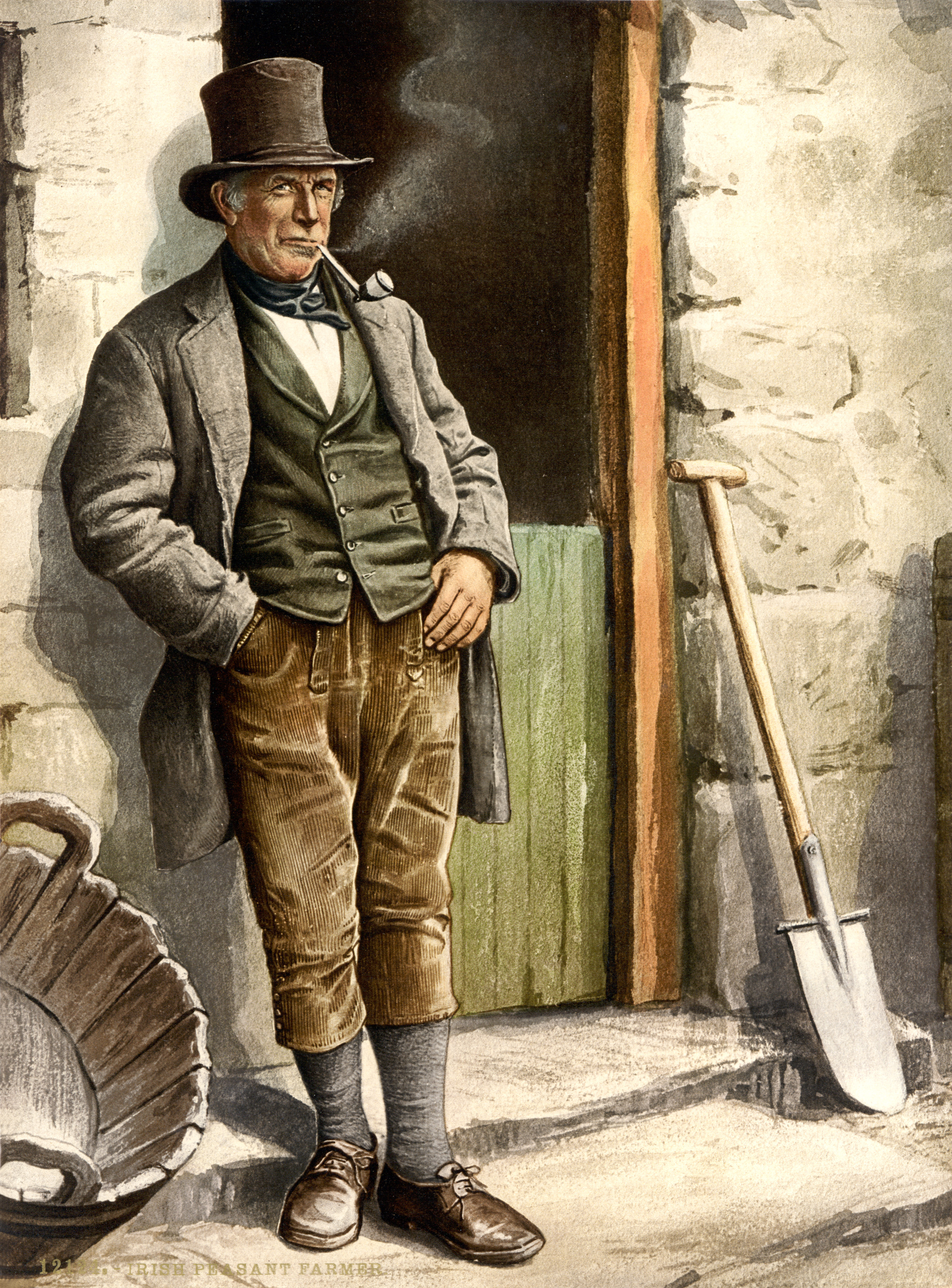
Ирландский крестьянин, открытка 1890-х годов

Средневековый ирландский костюм сформировался из костюма древних кельтов под влиянием докельтского населения острова — пиктов. Основным компонентом была льняная рубаха лейне (англ. leine, гэльск. léine) до колен, носившаяся на голое тело и надевавшаяся через голову. Как правило, лейне была светло-жёлтого цвета (вообще, жёлтый шафран был важной чертой средневекового ирландского костюма). Лейне опоясывались кожаными ремнями с металлическими пряжками или шерстяными поясами. Раннесредневековые лейне обладали узкими рукавами, но к позднему Средневековью и эпохе Возрождения рукава стали широкими, что, возможно, связано с влиянием общеевропейской (прежде всего английской) моды XV века. Знать носила по несколько слоёв рубах (лейне служили верхними рубахами, нижняя рубаха была некрашеной), шерстяной плащ брэт/брат (гэльск. и англ. brat) и короткие куртки киллкомон и ионар (гэльск. и англ. ionar). У курток рукава были открыты снизу, что позволяло рукавам лейне свободно свисать. Куртки могли быть как и распашными, так и надеваться через голову. Плащи, надевавшиеся поверх лейне и курток могли украшаться декоративной каймой и застёгивались на брошь, булавку или иглу. Штаны (англ. trews), за долгое время пребывания кельтов на острове исчезнувшие и вновь появившиеся после набегов викингов, присутствовали только в гардеробе всадников, воинов и прислуги знатных людей. Обувью служили кожаные башмаки без каблуков (гилли), надевавшиеся на шерстяные носки, и сандалии, но часто ходили босиком, о чём (а также о лейне) упоминается в саге о Магнусе Голоногом. Знатные мужчины ирландцы носили длинные, до плеч волосы, а простые — причёску «горшок» с длинной чёлкой; на лице отращивали усы и иногда бороды (Гиральд Камбрийский упоминает о стрижке под «горшок» и бритьи бород с оставлением усов и у валлийцев). Незамужние девушки ходили с длинными волосами, бывшими распущенными, либо заплетавшиеся в косы. Головными уборами ирландок в раннее Средневековье, судя по археологическим находкам начиная с IX в., служили платы и чепцы. Женщины носили лейне до щиколоток, также красившиеся в шафран, а поверх них — платья, похожие по покрою на мужские куртки. Примерами археологических находок ирландской женской одежды того времени является платье (англ. Shinrone Gown), найденное в болоте под городом Шинрон (графство Типперери) в 1843 году, и платье (англ. Moy Gown), обнаруженное вместо с телом в болоте в графстве Клэр в 1931 году. Первое датируется XVI—XVII веками, второе — XIV—XVII веками. Одним из самых древних изобразительных источников средневековой ирландской одежды является т. н. крест Муирдаха X века, расположенный в городище Монастербойс в графстве Лаут. На кресте изображены эпизоды из Библии, персонажи которой облачены в одежде того времени. Не менее важным источником ирландской одежды раннего средневековья является Келлская книга X в., несмотря на то, что большинство человеческих фигур изображено с большой долей стилизации. В XVI веке, судя по описаниям англичан, подол мужских лейне становится плиссированным, что подтверждают гравюры из альбома «Образ Ирландии» 1581 г. Также, если судить по этому альбому, лейне стали распашными, и носились преимущественно с куртками и штанами, а их подол укоротился, доходя до середины бедра. В одном из стихотворных описаний к альбому ирландские лейне описываются следующим образом:

Рубахи очень странные:

колени не прикрыть,

Подол широкий в складочку —

плотнее не сложить.

Рукава свисают низко,

до самых башмаков.

Вот так солдат-ирландец

вышагивать готов.
Оригинальный текст (англ.)
Their shirtes be verie straunge,

Not reaching paste the thie:

With pleates on pleates thei pleated are

As thick as pleates may lye.

Whose sleves hang trailing doune

Almost unto the Shoe:

And with a Mantell commonlie,

The Irish Karne doe goe.

В XVI—XVII веках в результате множества запретов (например, законов о роскоши или закона о запрете окрашивании одежды в шафрановый цвет) этот костюм был вытеснен одеждой западноевропейского образца (в частности, влияние оказал костюм простолюдин-англичан), но, например, в XIX-м веке всё ещё сохранял отличительные черты: у мужчин — длинный сюртук (в Коннемаре носили фланелевый сюртук белого цвета (ирл. baínín)), бриджи до колен (с середины XIX века — длинные штаны длиной до лодыжек) с длинными гетрами или гамашами, рубашка без ворота и свитер, в качестве головного убора служили шерстяной берет, шляпа или цилиндр; а у женщин: корсаж, юбка (нижние юбки часто красились в красный цвет), шаль (во многих местах женщины носили две шали: одну на голове, а другую на плечах), а на голове носили шляпки, капоты, чепцы и косынки. В начале XX века в мужской гардероб вошли кепки. Представители обоего пола продолжали носить плащ брэт, схожий с шотландским пледом. Зачастую женщины и дети даже в холод продолжали ходить босиком. Для ирландского народного костюма характерно преобладание серого, коричневого и чёрного, реже зелёного, жёлтого, оранжевого и красного цветов. В Коннемаре мальчиков до возраста, когда они смогли постоять за себя (чаще всего до шести-семи лет) надевали в юбки, поскольку жители верили, что феи и сиды могли похищать мальчиков в штанах, и юбки служили для них своеобразной защитой. По данным книги «Народы зарубежной Европы. Этнографические очерки», мальчики носили юбки до первого причастия в своей жизни, происходившего в семь лет. Для Аранских островов характерна уникальная техника вязания, в которой выполняются шали и свитера. Также там дольше всех, до 1950-х годов, сохранялись кожаные поршни, здесь известные под названием пампутис (англ. pampooties), изготавливавшиеся из дублёной кожи, и повязывавшиеся кожаными шнурками. На острове Акилл женщины носили шали ярких цветов: голубого, зелёного и красного. В середине XX века островитяне-аранцы носили серо-синие шерстяные брюки с небольшим разрезом на лодыжках, синюю рубашку и жилет, надевавшегося поверх него. На голове носили берет с большим шерстяным помпоном. Опоясывались аранцы пёстрым вязаным поясом (англ. crios), красившимся натуральными красителями из местных мхов и лишайников. Эти пояса несколько раз вокруг талии и завязывали таким образом, чтобы концы свободно свисали. Рабочая одежда была неяркой (в частности, рабочие свитера не красились), в то время как праздничная была более красочной, особенно для похода в церковь.
В начале XX века, на волне возрождения национальных традиций был введён оранжевый, шафрановый килт до колен, несмотря на то, что килта у ирландцев никогда не существовало. Другим примером псевдонародного костюма, созданным в начале XX века, является женский костюм, состоящий из зелёного платья с пышной полудлинной юбкой и плотно прилегающим лифом, обильно украшенного вышивкой с кельтскими узорами, подпоясанного вязаным поясом с таким же узором, и поверх которого надевается фартук. Поверх надевают плащ, закалываемый на плече брошью. Головным убором служит подвязываемая вокруг головы лента и набрасываемая поверх неё кружевная косынка.
К настоящему времени костюм практически утрачен, его носят лишь музыканты и танцоры. Также народным костюмом вдохновляются некоторые модельеры при создании своих коллекций.

Средневековый ирландский костюм
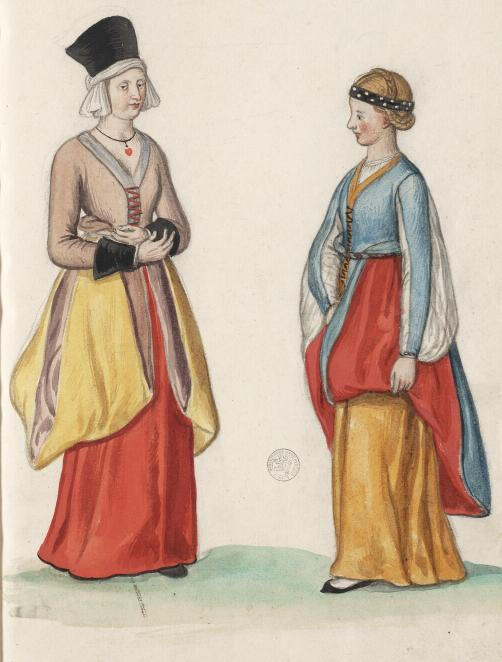
Замужняя женщина и девушка, ок. 1575, рисунок Лукаса де Хере
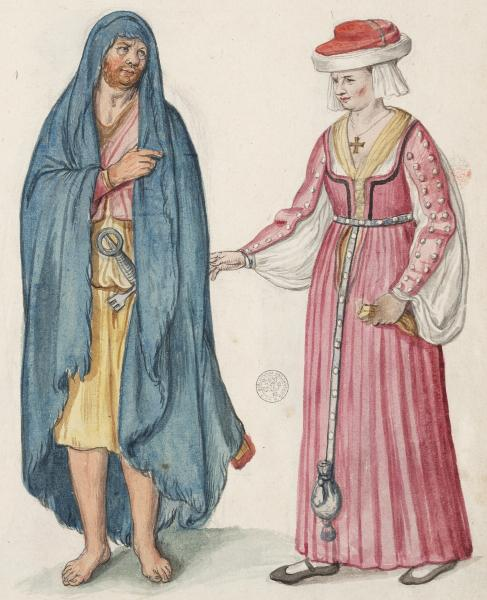
Ирландцы, ок. 1575, тот же автор
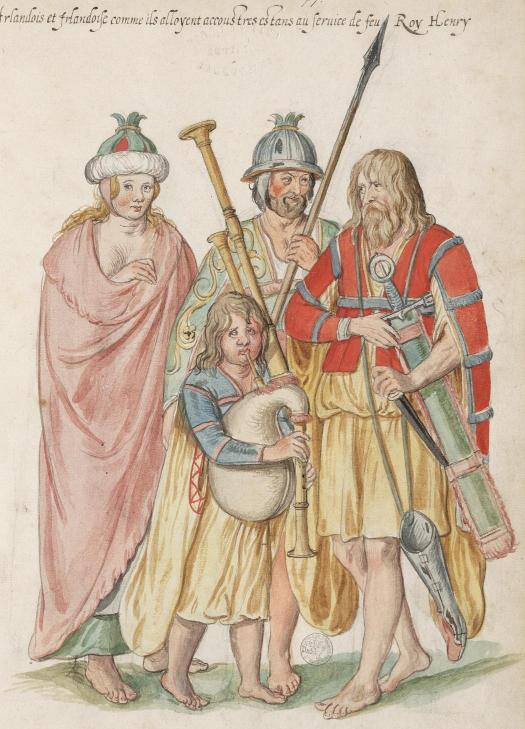
Группа ирландцев на службе Генриха VIII, ок. 1575, тот же автор
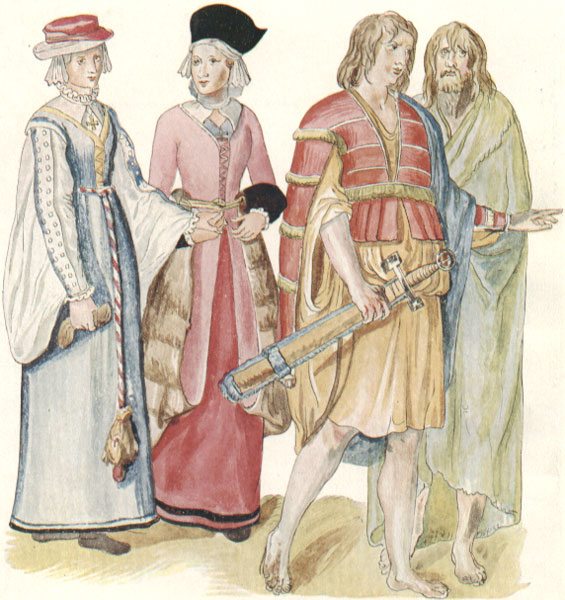
Ирландцы, ок. 1575, автор тот же
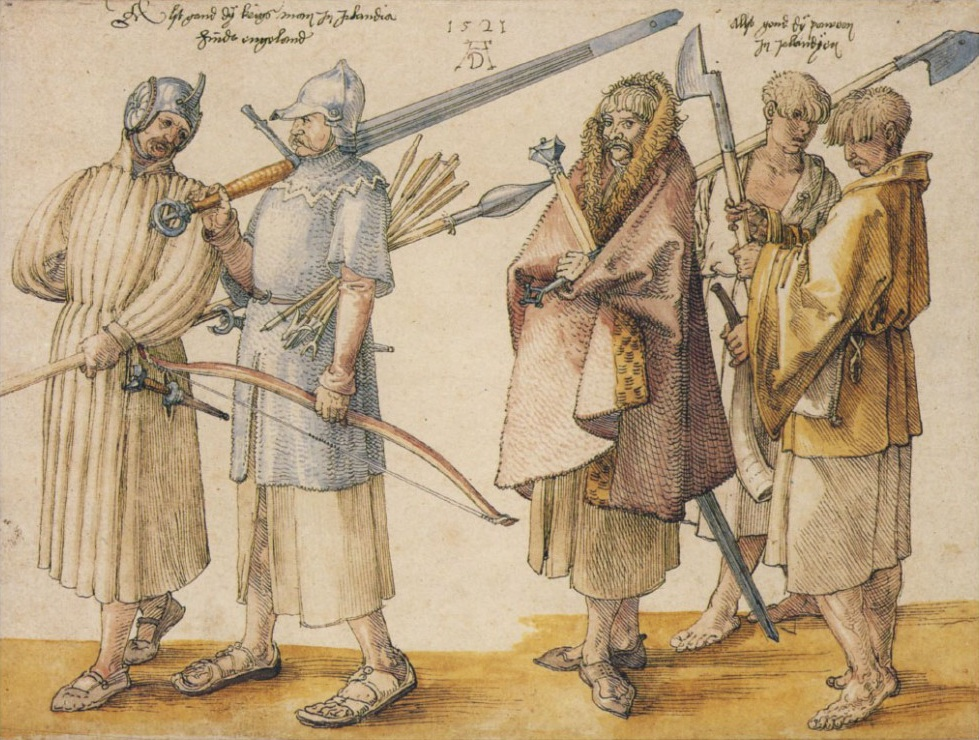
Ирландские наёмники, 1521 год, гравюра Альбрехта Дюрера
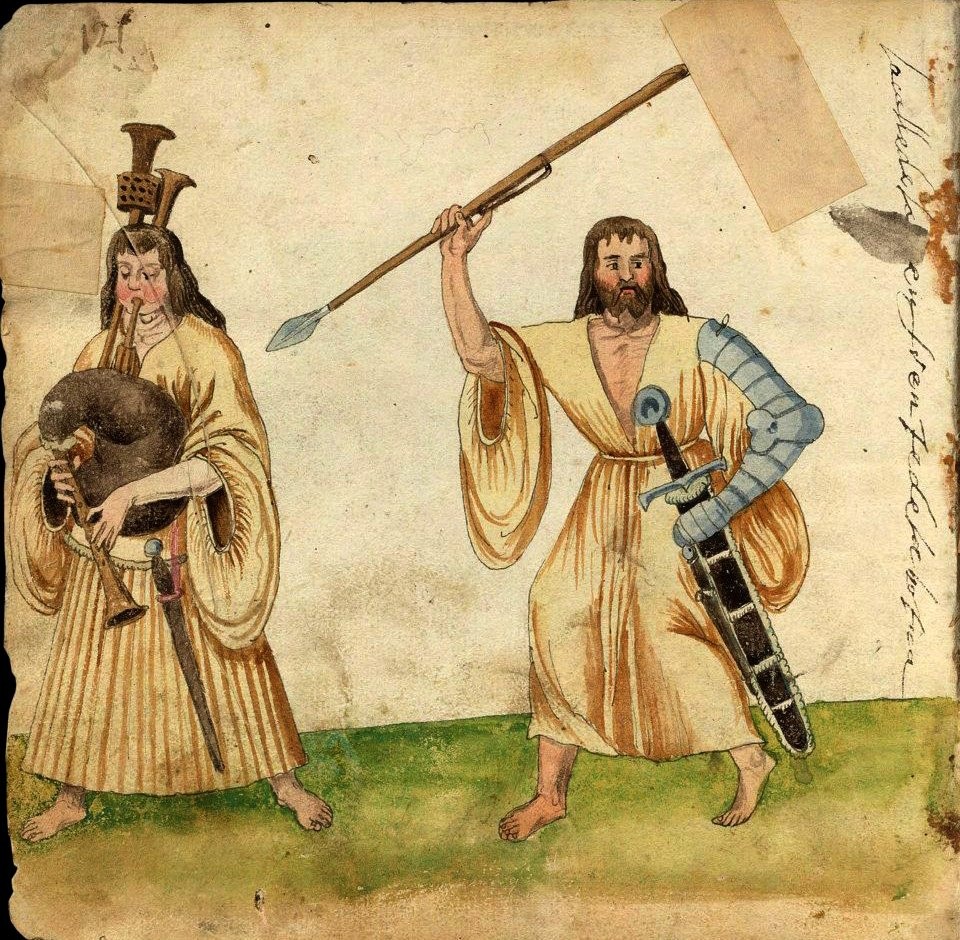
Ирландский воин и волынщица, рисунок из «Códice de trajes» (ок. 1529)
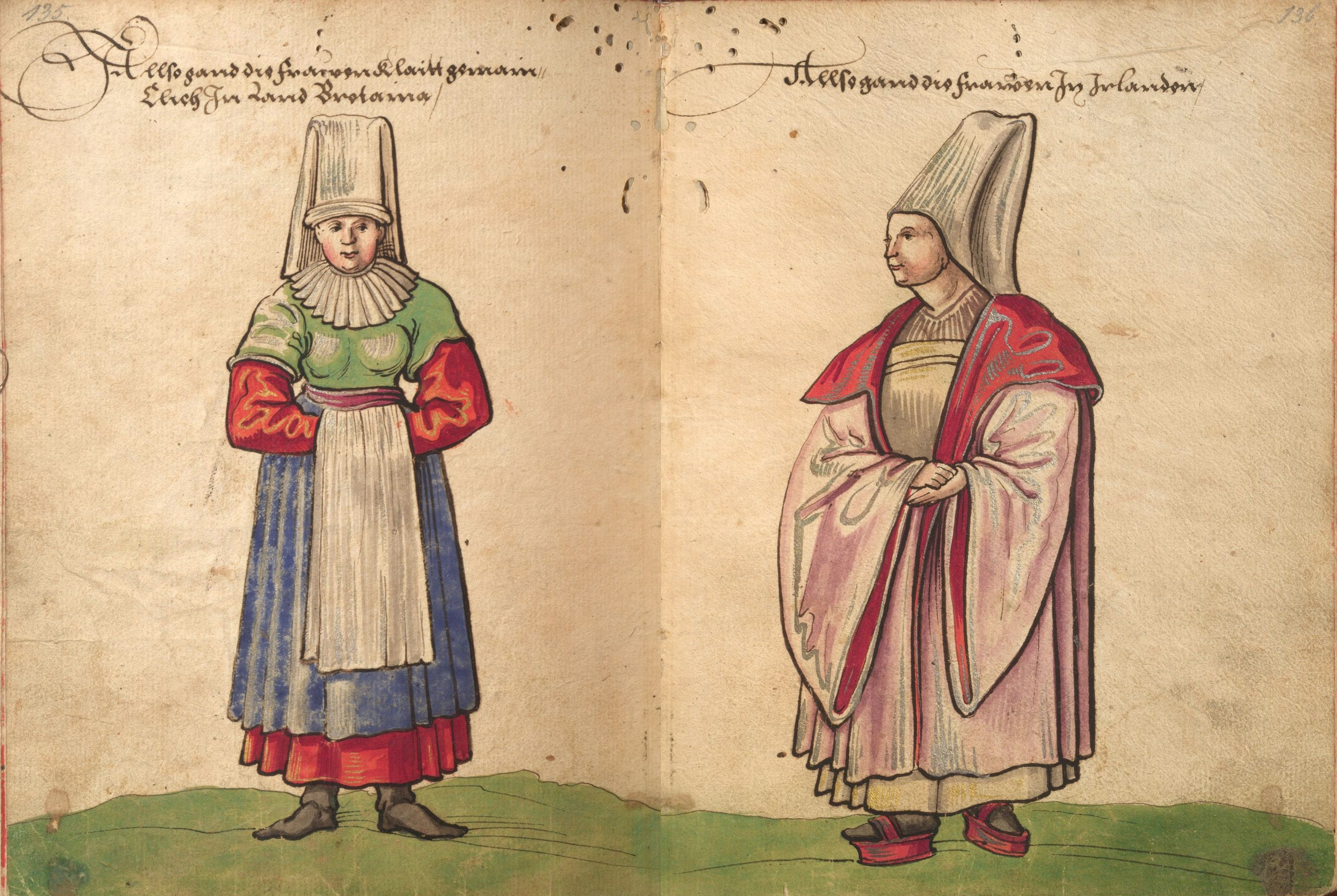
Бретонский (слева) и ирландский (справа) женские костюмы «Trachtenbuch» Кристофера Вайдитца (нем. Christopher Weiditz), 1530-е годы[15]. Оригинал рукописи хранится в Германском национальном музее (Нюрнберг)
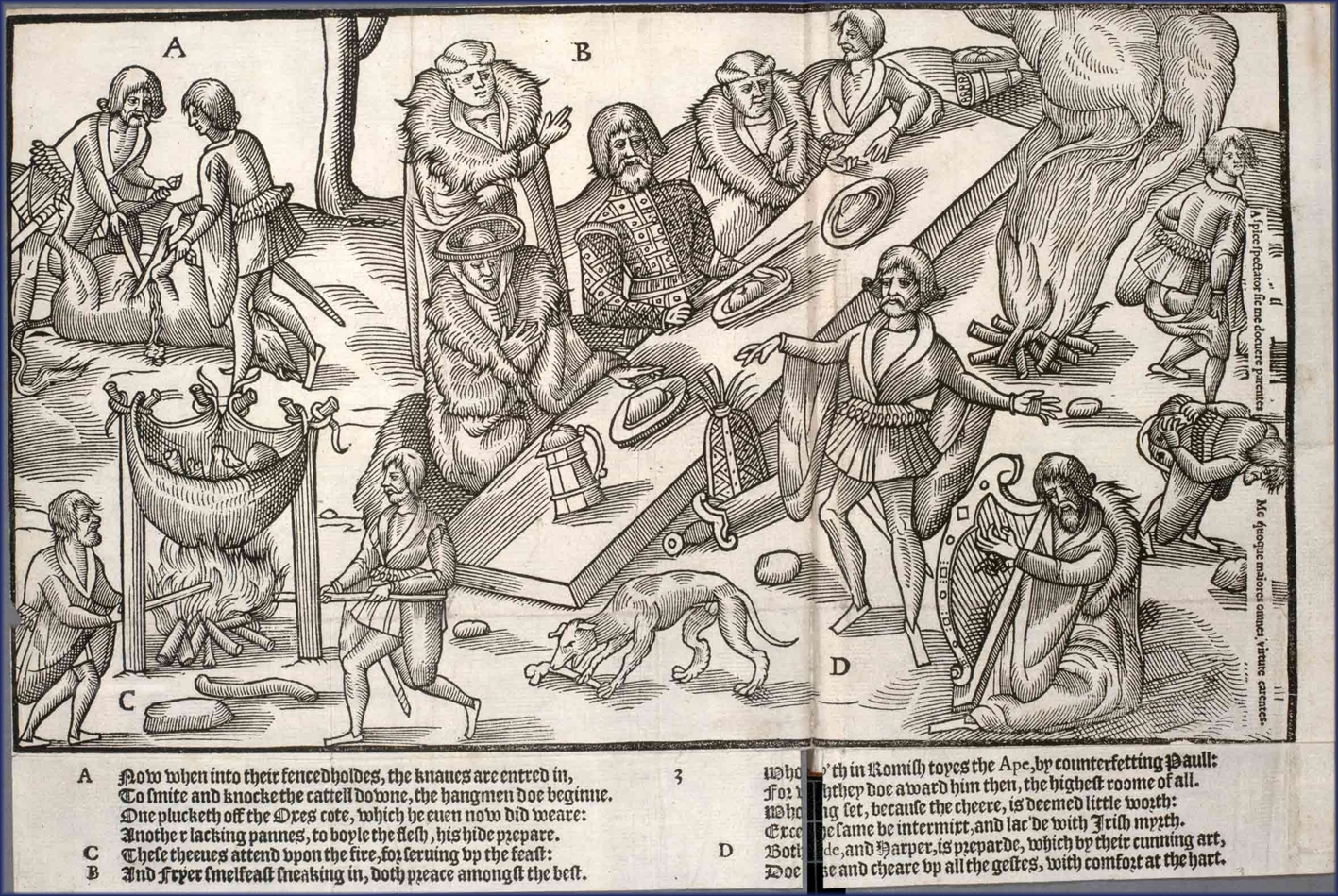
Пир у вождя клана Суини, гравюра из альбома «Образ Ирландии» (англ. The Image of Irelande) Джона Деррика, 1581 г.

## Ирландские имена
Большинство современных ирландцев носят имена кельтского происхождения. Среди них также достаточно распространены имена греческого и латинского происхождения, пришедшие в Ирландию после принятия христианства. Например, одно из самых популярных имён в Ирландии — Патрик — происходит от лат. patrician (патриций, знатный человек). Из-за широкой распространённости имя Патрик (особенно в форме Падди/Пэдди (ирл. и англ. Pady)) стало национальным прозвищем.

### Ирландские фамилии
Ирландская фамильная система сложна и хранит в себе следы исторических событий. Абсолютное большинство ирландцев носят в качестве фамилий древние родовые имена, идущие от наименований гэльских кланов. Этим объясняется то, что под одной фамилией объединены десятки и даже сотни тысяч человек, потомки клана, заселявшего на ранних стадиях истории обособленную племенную территорию — туат.
Традиционно ирландскими считаются фамилии, начинающиеся с «О'» („внук, потомок“) и «Мак» („сын“) При англоязычной записи ирландские префиксы зачастую опускаются. Например, такие распространённые фамилии, как Мерфи, Райан, Галлахер, Кенни, почти не встречаются в формах О’Мерфи, О’Райан, О’Галлахер или О’Кенни. Напротив, фамилии королевского достоинства почти всегда употребляются в своей исконной, полной форме: О’Брайен, О’Коннор, О’Нейл. Другие, менее знатные фамилии, одновременно существуют в разных записях: О’Салливан — Салливан, О’Рейли — Рейли, О’Фаррелл — Фаррелл. Утрата префикса Мак значительно менее распространена. Этот тип фамилий не принадлежит ирландцам монопольно и свойственен также горцам Шотландии. Фамилии на Мак- преобладают в Ольстере и скромнее представлены в Манстере (хотя самая частая ирландская фамилия на Мак-, Маккарти — из Корка и Керри). Соответственно, фамилий на О' больше в юго-западной части острова.
Огромное число кланов образовалось вокруг потомков норманнских завоевателей: Батлеры, Бэрки, Пауэры, Фицджеральды и т. д. Патронимический префикс Фиц происходит от фр. fils de — «сын кого-то» и считается признаком норманнских фамилий, но Фицпатрики, древние короли Оссори, — кельты, чье изначальное имя Макгилпатрик. Были и обратные случаи, когда норманнские роды принимали чисто кельтские наименования. Пример тому род Костелло (ирл. Mac Oisdealbhaigh, от ирл. os — «молодой олень», «оленёнок», и dealbha — «скульптура»). Так было переосмыслено норманнское имя Жоселин де Ангуло (Jocelyn de Angulo). Норманны, изначально говорившие на старофранцузском языке, привнесли в Ирландию выглядящие совсем по-французски фамилии: Ласси (Lacy), Деверо (Devereux), Лаффан (Laffan, от фр. l’enfant «дитя»). Поскольку первые норманнские завоеватели явились в Ирландию с территории Уэльса, самая частая фамилия норманнского происхождения Уолш (англ. «валлиец»).
В раннем средневековье все приморские городские центры Ирландии находились под властью викингов. Многие ирландские кланы несут в себе кровь северян: МакСуини или Суини (сын Свена), МакОлиффы (сын Олафа), Дойлы (потомок датчанина), О’Хиггинсы (потомок викинга).

## Ирландская диаспора

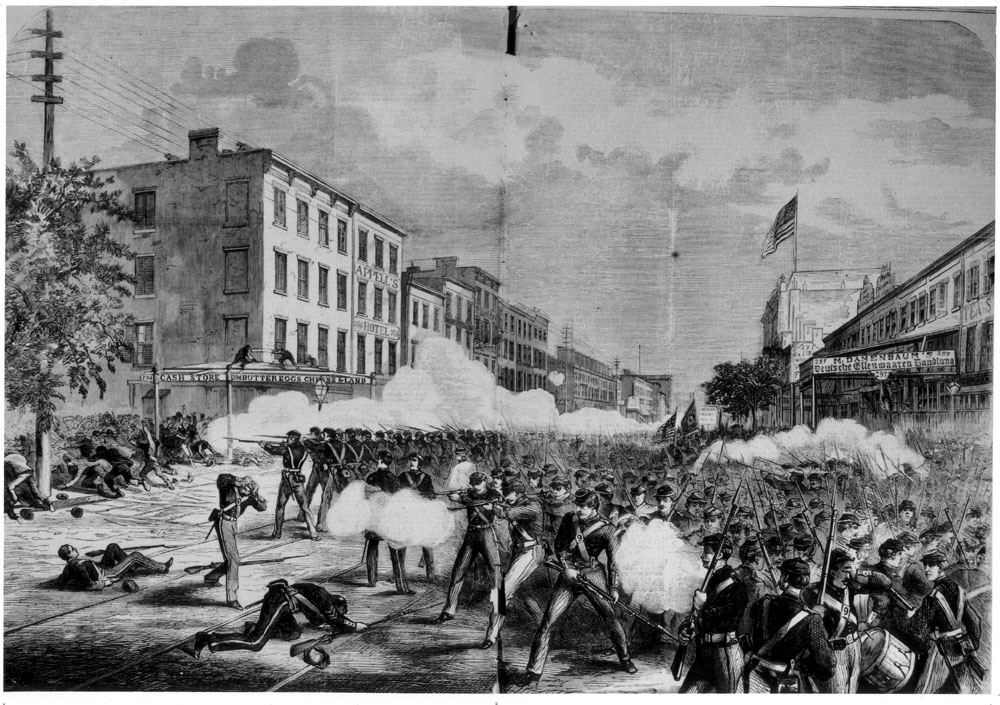
Столкновение ирландцев-католиков с ирландцами-протестантами в Нью-Йорке в 1871 г.

Сегодня в мире проживает от 70 до 80 миллионов людей с ирландскими корнями. Большинство потомков переселенцев из Ирландии проживают в странах английского языка: США, Австралии, Великобритании. Несколько меньшее участие ирландцы приняли в формировании населения Канады и Новой Зеландии.
В США и Австралии ирландцы являются вторым по значимости этническим компонентом, в США после немецких иммигрантов, в Австралии после англичан. Предки американского президента Джона Фицджеральда Кеннеди из графства Уотерфорд, а австралийский «Робин Гуд» — Нед Келли — сын иммигранта из графства Типперэри. Знаменитый американский промышленник и изобретатель Генри Форд также родился в семье иммигрантов из Ирландии.
Меньше известен вклад ирландцев в историю Франции, Испании, Португалии и Латинской Америки. В отличие от США и Австралии, сюда переселялись не нищие ирландцы-бедняки, а представители кельтской родовой знати. Во Франции — генерал Патрис Мак-Магон, личный врач Наполеона — О’Мира, семейство Хеннесси. В Испании — герцоги Тетуана — О’Доннели, в Португалии — виконты Санта-Моники — О’Нейлы. Знаменитый Че Гевара по бабушке со стороны отца — из ирландского рода Линчей, президент Мексики Альваро Обрегон — от корня манстерских О’Брайенов. Хорошо известны: мексиканский художник Хуан О’Горман, сподвижник Боливара — Даниэль О’Лири в Венесуэле, президент Чили — Бернардо О’Хиггинс.
Оставили свой след ирландцы и в истории России. На протяжении нескольких поколений верно служили российскому престолу графы Брефне — О’Рурки, среди которых было несколько военачальников. Самый известный из них Корнелий О’Рурк. Ирландец Пётр Ласси (Пирс Лэси) с 1700 года на русской службе. В 1708 году командовал Сибирским пехотным полком, отличился в Полтавском сражении, член военной коллегии, рижский генерал-губернатор, генерал-фельдмаршал российской армии (1736). Мать известного поэта Вяземского была ирландка Дженни (Евгения Ивановна) О’Рейли. Большую часть жизни провёл в России ирландский композитор, основоположник ноктюрна Джон Филд. Ирландцем по отцу был известный советский кинорежиссёр Александр Роу.